# Halowe Mistrzostwa Europy w Lekkoatletyce 1974 – skok w dal kobiet
Skok w dal kobiet – jedna z konkurencji technicznych rozgrywanych podczas halowych lekkoatletycznych mistrzostw Europy w hali Scandinavium w Göteborgu. Rozegrano od razu finał 10 marca 1974. Zwyciężyła reprezentantka Szwajcarii Meta Antenen. Tytułu zdobytego na poprzednich mistrzostwach nie broniła Diana Jorgowa z Bułgarii.

## Rezultaty
Rozegrano od razu finał, w którym wzięło udział 10 zawodniczek.

Opracowano na podstawie materiału źródłowego.
| Poz. | Zawodniczka          | Reprezentacja   | Próby | Próby | Próby | Próby | Próby | Próby | Wynik | Uwagi |
| Poz. | Zawodniczka          | Reprezentacja   | 1     | 2     | 3     | 4     | 5     | 6     | Wynik | Uwagi |
| ---- | -------------------- | --------------- | ----- | ----- | ----- | ----- | ----- | ----- | ----- | ----- |
| 01 ! | Meta Antenen         | Szwajcaria      | 6,40  | 6,28  | 6,32  | 6,41  | 6,59  | 6,69  | 6,69  | NR    |
| 02 ! | Angela Schmalfeld    | NRD             | x     | 6,50  | 6,40  | 6,56  | x     | x     | 6,56  |       |
| 03 ! | Valeria Ștefănescu   | Rumunia         | 6,12  | 6,19  | x     | 6,39  | 6,24  | 6,31  | 6,39  |       |
| 4.   | Jarmila Nygrýnová    | Czechosłowacja  | 6,24  | 6,35  | 6,38  | 6,32  | 6,22  | 6,05  | 6,38  |       |
| 5.   | Viorica Viscopoleanu | Rumunia         | 5,87  | 6,11  | 6,15  | x     | 6,31  | 6,32  | 6,32  |       |
| 6.   | Ruth Martin-Jones    | Wielka Brytania | 6,11  | 6,22  | 6,15  | 6,08  | 6,30  | x     | 6,30  |       |
| 7.   | Nina Gawriłowa       | ZSRR            | 6,22  | x     | 6,26  | x     | 6,28  | 6,08  | 6,28  |       |
| 8.   | Margarita Trainytė   | ZSRR            | 6,18  | 5,76  | 5,98  | x     | 6,21  | 6,28  | 6,28  |       |
| 9.   | Kapitolina Łotowa    | ZSRR            |       |       |       |       |       |       | 6,11  |       |
| 10.  | Tuula Rautanen       | Finlandia       |       |       |       |       |       |       | 6,10  |       |